# Briddhanagar
Briddhanagar es una ciudad censal situada en el distrito de Tripura occidental en el estado de Tripura (India). Su población es de 7041 habitantes (2011). 

## Demografía
Según el censo de 2011 la población de Briddhanagar era de 7041 habitantes, de los cuales 3572 eran hombres y 3469 eran mujeres. Briddhanagar tiene una tasa media de alfabetización del 90,68%, superior a la media estatal del 87,22%: la alfabetización masculina es del 93,42%, y la alfabetización femenina del 87,90%.